# Tėėli
Tėėli (in russo Тээли? è un villaggio della Repubblica di Tuva, in Russia, centro amministrativo del Baj-Tajginskij kožuun. Aveva, nel 2021, una popolazione di 3 441 abitanti.